# Branko Lustig
Branko Lustig (Osijek, 10 de junho de 1932 — Zagrebe, 14 de novembro de 2019) foi um produtor cinematográfico croata.